# Marguerite Huré
Marguerite Huré (1895-1967) var en fransk mosaikkunstner. Hun anses for at være den kunstner der var først med abstrakte motiver i fransk religiøs glasfremstilling.
Marguerite studerede under glaskunstner Émile Ader indtil hun stiftede sit eget atelier i 1920. Hun arbejdede med mange kunstnere, heriblandt Maurice Denis, Georges Desvallières, Marie Alain Couturier, Valentine Reyre og Jean Bazaine; blandt de arkitekter hun har samarbejdet var Auguste Perret, med hvem hun arbejdede på dekorationer til Notre-Dame du Raincy, kapellet til en skole i Chalon-sur-Saône, og Saint-Joseph du Havre. Hendes arbejde kan også findes på Notre-Dame-des-Missions-du-Cygne d'Enghien i Épinay-sur-Seine.
Hure var stolt af sin uafhængighed på et arbejdsområde der ellers var domineret af mænd, og hun blev ofte set ryge pibe. Dette førte til hende får kaldenavnet Jeune fille à la pipe. Hun var også opfinder af en teknik, kaldet brique Hure, hvilken hun modtog et patent på i 1930. Hun døde i 1967.